# Tanztreffen der Jugend
Das Tanztreffen der Jugend ist ein bundesweiter Tanzwettbewerb für jugendliche Tanzensembles an Schulen, aus freien Kontexten oder an freie oder professionelle (Tanz-)Theater angebundenen Gruppen. Er findet seit 2014 jährlich statt. Der Wettbewerb wird neben dem Theatertreffen der Jugend, dem Treffen Junge Musik-Szene und dem Treffen junger Autor*innen durch die Berliner Festspiele im Auftrag des Bundesministeriums für Bildung und Forschung ausgerichtet.

## Verlauf des Wettbewerbes
Zur Bewerbung zugelassen sind choreographische Arbeiten von und mit Jugendlichen, in denen deren Haltungen und Sichtweisen deutlich werden. Eine Fachjury trifft aus allen Einsendungen zunächst eine Zwischenauswahl, nach Vorstellungsbesuchen und Ensemble-Gesprächen erfolgt die Endauswahl. Die Ausschreibungsphase des Wettbewerbs startet im Oktober eines jeden Jahres und wird auf der Homepage der Berliner Festspiele bekannt gegeben. Das Auswahlverfahren ist bis Ende März des folgenden Jahres abgeschlossen. 

## Preise
Der Preis für die ausgewählten Ensembles ist die Teilnahme am Tanztreffen der Jugend in Berlin. Im Mittelpunkt des Treffens stehen die öffentlichen Aufführungen der ausgewählten Produktionen. 
Darüber hinaus bietet das Tanztreffen der Jugend ein umfangreiches Begleitprogramm aus Workshops, Diskussionen und Aufführungsgesprächen zwischen den jugendlichen Tänzern und künstlerisch-pädagogischen Experten.

## Forum
Das Forum des Tanztreffens bündelt alle Angebote, die sich an Choreografen und Pädagogen wenden.